# Константиновка
Константи́новка (укр. Костянти́нівка) — город в Краматорском районе Донецкой области Украины, расположенный на берегах реки Кривой Торец. Административный центр Константиновского района (до 2020 года) и Константиновской городской общины. Город является седьмым по площади и численности населения (67 350 по состоянию на 01.01.2022) в Донецкой области. Константиновка считается столицей стекольной промышленности Украины.
Вместе с окружающими городами образует Славянско-Краматорско-Константиновскую агломерацию. Является одним из крупнейших индустриальных центров востока Украины с развитой чёрной и цветной металлургией, стекольной, химической и строительной промышленностью, а также важным транзитным железнодорожным узлом.

## Географическое положение
Город расположен в северной части области на реке Кривой Торец (приток Казённого Торца, бассейн Северского Донца). Железнодорожный узел. Расстояние до Донецка: по автодорогам — 55 км, по ж/д — 65 км. Расстояние до Киева: по автодорогам — 750 км, по ж/д — 778 км.

## Население
Количество на начало года.
| Год  | Количество жителей |
| ---- | ------------------ |
| 1859 | 280                |
| 1897 | 3100               |
| 1923 | 10 901             |
| 1927 | 25 404             |
| 1933 | 72 748             |
| 1934 | 84 200             |
| 1937 | 91 300             |
| 1939 | 95 807             |
| 1959 | 88 723             |
| 1961 | 93 000             |
| 1964 | 97 000             |
| 1965 | 99 000             |
| 1970 | 105 446            |
| 1979 | 112 020            |
| 1987 | 115 000            |
| 1989 | 107 562            |
| 1992 | 106 600            |
| 1994 | 105 400            |
| 1998 | 98 300             |
| 2002 | 95 111             |
| 2003 | 93 082             |
| 2004 | 90 994             |
| 2005 | 88 833             |
| 2006 | 86 828             |
| 2007 | 84 970             |
| 2008 | 82 845             |
| 2009 | 81 434             |
| 2010 | 80 416             |
| 2011 | 79 211             |
| 2012 | 78 114             |
| 2013 | 77 066             |
| 2014 | 76 065             |
| 2015 | 75 040             |
| 2016 | 73 839             |
| 2017 | 72 888             |
| 2025 | 15 000             |

Рейтинг города (по численности населения) по состоянию на 1 января 2015 года:
| Место в Европе | Место по Украине | Место в области |
| -------------- | ---------------- | --------------- |
| 1004           | 54               | 9               |

Национальный состав по данным переписи населения 2001 года:
| N | Национальность | Количество | Уд. вес (%) |
| - | -------------- | ---------- | ----------- |
| 1 | Украинцы       | 56 226     | 59,26       |
| 2 | Русские        | 35 762     | 37,69       |
| 3 | Армяне         | 906        | 0,95        |
| 4 | Белорусы       | 485        | 0,51        |
| 5 | Азербайджанцы  | 248        | 0,26        |
| 6 | Евреи          | 186        | 0,20        |
|   | Всего          | 94 886     | 100,00      |

### Языковой состав
Родной язык населения по данным переписи 2001 года:
| Язык       | Численность, чел. | Доля     |
| ---------- | ----------------- | -------- |
| Украинский | 19 908            | 20,98 %  |
| Русский    | 74 065            | 78,06 %  |
| Другое     | 913               | 0,96 %   |
| Итого      | 94 886            | 100,00 % |

## Экономика

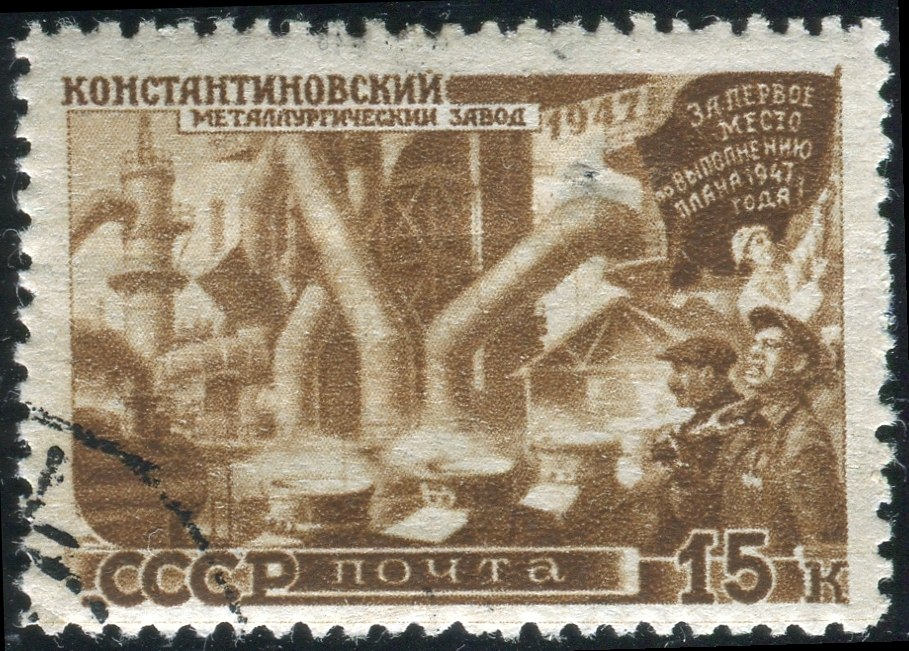
Почтовая марка СССР, 1947 год

- Константиновка считается центром стекольной промышленности Украины. Здесь располагаются ряд предприятий и единственный на Украине научно-исследовательский институт стекла УкрГИС. С 2005 года УкрГИС переименован в Государственное Предприятие «Украинский научно-исследовательский институт стекла» (ГП «УкрНИИСтекла») и является головной организацией Минпромполитики Украины по вопросам научно-технического обеспечения и стандартизации в стекольной промышленности Украины.
- Промышленность стройматериалов:
  - завод «Спецтехстекло»;
  - Константиновский стекольный завод «Стройстекло» (бывший стекольный завод имени Октябрьской революции) — построена новая печь, модернизировано вспомогательное производство, постепенно наращивается выпуск бытового, строительного стекла, которое реализуется как на украинском рынке, так и в странах Европы;
  - Константиновский завод стеклоизделий (банкрот);
  - Константиновский завод «Кварсит».
- Металлургия:
  - Константиновский чугунолитейный завод;
  - завод «Укрцинк» (ЗАО «Свинец»);
  - ООО «Мегатекс»;
  - Константиновский завод металлургического оборудования (методом электролиза изготовляет медь).
- Машиностроение:
  - ООО «Производственная компания ЭЛТЕКО» (выпускает продукцию для предприятий энергетической, угольной, горнодобывающей и других отраслей);
  - Константиновский завод металлургического оборудования.
- Химическая промышленность:
  - Константиновский химический завод;
  - Константиновский завод нефтеутяжелителей.
- Лёгкая промышленность:
  - Константиновский экстрактно-кожевенный комбинат.
- Пищевая промышленность:
  - Константиновский хлебозавод;
  - Константиновская кондитерская фабрика (на базе неё создано ЗАО «ПО Конти»);
  - Константиновский молокозавод;
  - Константиновская колбасная фабрика;
  - Фабрика «Украинский бекон» (бывший «Европродукт»);
- Предприятия по обслуживанию железнодорожного транспорта.

В промышленности трудится более 40 % от общего количества занятых в народном хозяйстве.

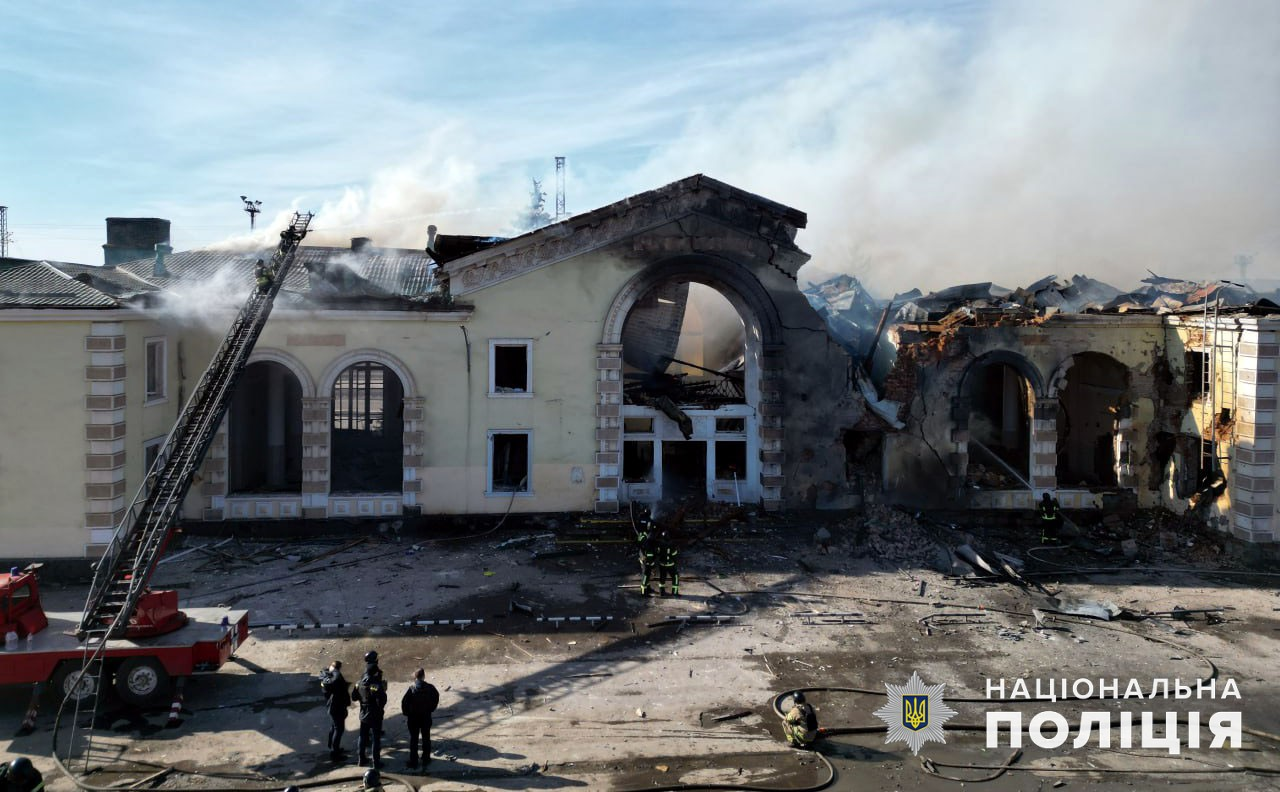
Константиновский железнодорожный вокзал после российской бомбардировки в ночь на 25 февраля 2024 года

## Транспорт
Через город проходит национальная автомобильная дорога H20, автомобильная дорога Т-0504 (Алчевск — Бахмут — Константиновка — Покровск), Т-0516 (Константиновка — Торецк — Горловка).
Железнодорожная станция Константиновка является крупным железнодорожным узлом.
В городе имеется трамвайная система, но с 2018 года трамвайное движение в Константиновке временно не функционирует.

## Социальная сфера

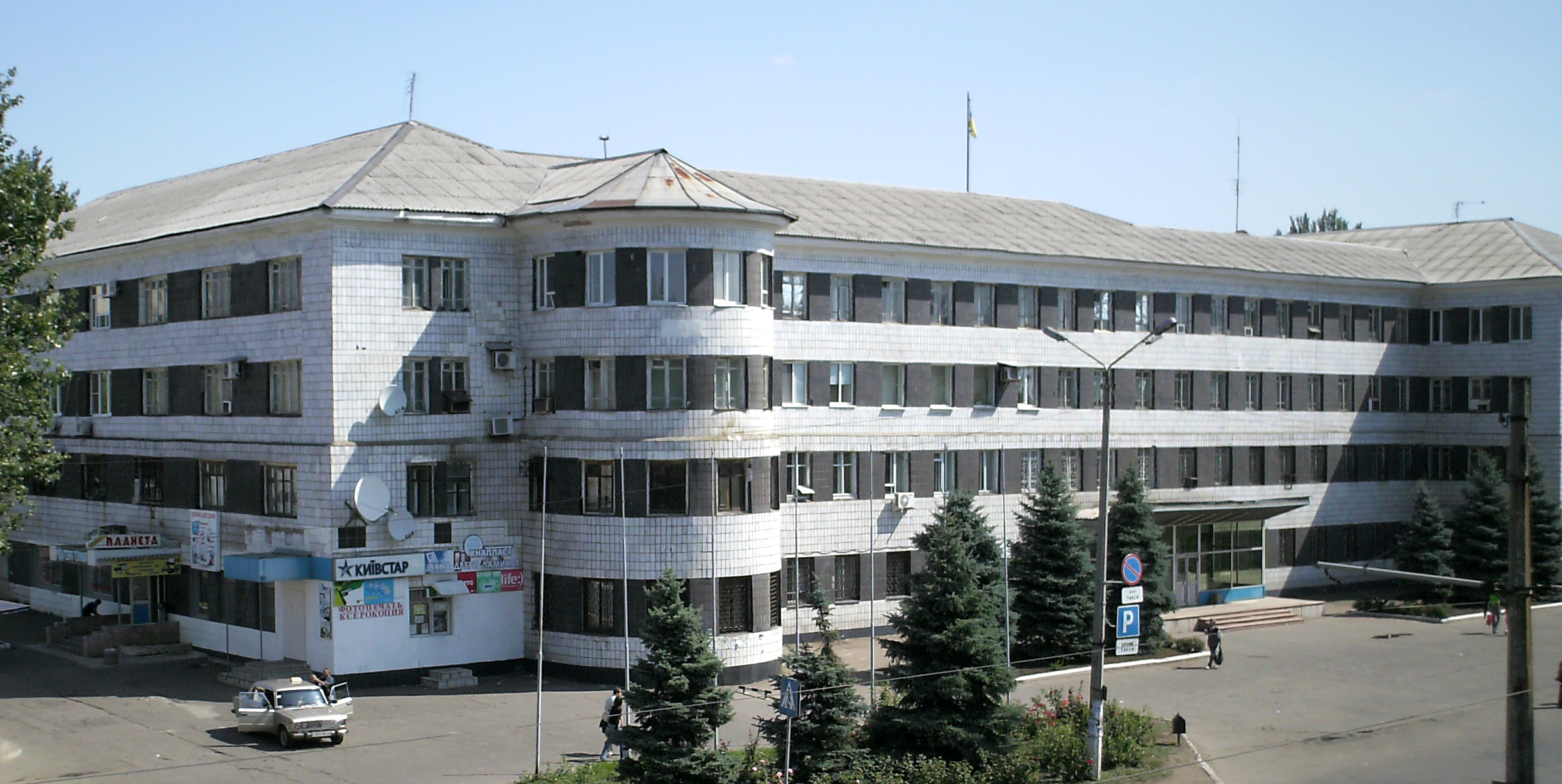
Городской совет Константиновки

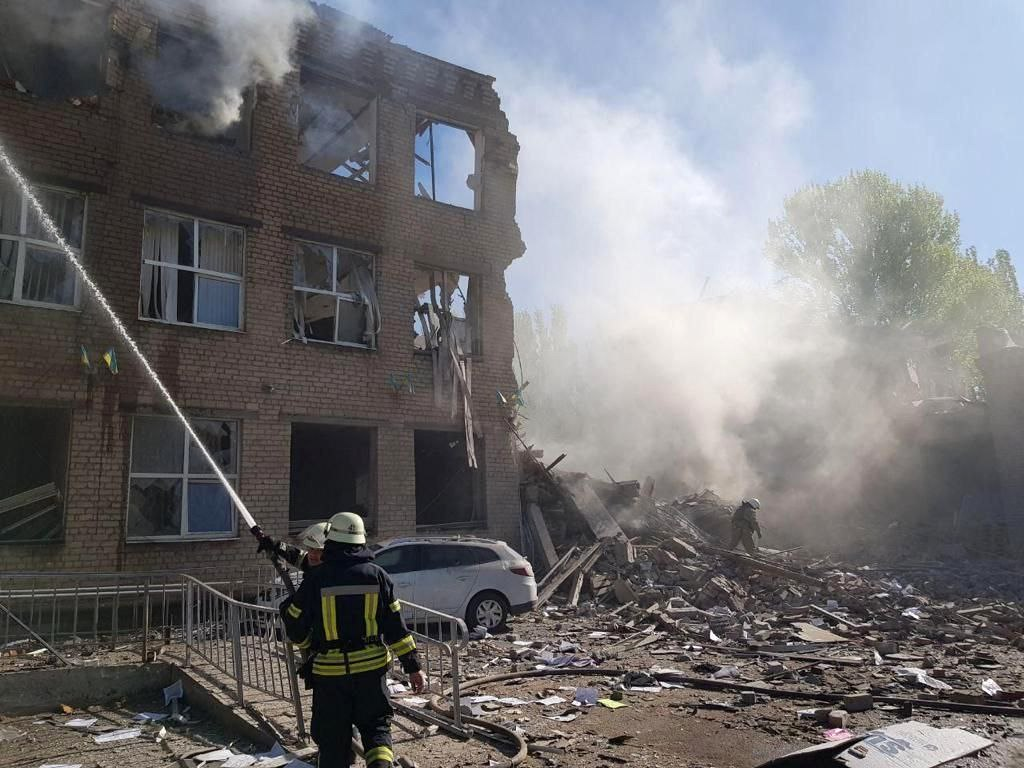
Константиновский профессиональный строительный лицей после российского ракетного удара 7 мая 2022 года. Два человека погибли, девять пострадали

17 школ, 20 детсадов, 2 техникума, 1 ВУЗ, 4 филиала ВУЗов, 2 ПТУ, 1 кинотеатр, 1 краеведческий музей, 3 библиотеки, 3 дворца культуры (действует — 1), стадион «Металлург».
- Константиновский филиал Краматорского экономико-гуманитарного института
- Константиновский учебно-консультационный центр Донецкого национального университета
- Константиновский индустриальный техникум Донецкого национального технического университета («КИТ ДонНТУ» просп. Ломоносова/ул. Шмидта)
- Константиновский техникум Луганского национального аграрного университета «КТ ЛНАУ»
- Константиновская гимназия (ул. Шмидта)
- Константиновский технический лицей (Торецкая ул.)
- Константиновский профессиональный строительный лицей (Европейская ул.)
- Медучилище (ул. Суворова)
- Дворец культуры «Октябрь» (просп. Ломоносова)
- Дворец культуры «Берестовой» (ул. Героев Труда)
- Константиновская ЦРБ (просп. Ломоносова)
- НСУЗИ «Константиновская школа искусств» (пл. Победы, 6)
- Кинотеатр «Спутник»